# Thomas Root
Thomas R. Root (Redwood Falls, 22 februari 1947) is een Amerikaans componist, muziekpedagoog en dirigent.

## Levensloop
Root studeerde aan de Universiteit van Minnesota in Minneapolis en behaalde aldaar zijn Bachelor of Music en zijn Master of Music. Zijn studies voltooide hij aan de Michigan State University in East Lansing en promoveerde tot Doctor in compositie.
Sinds 1984 is hij werkzaam als professor aan de Weber State University in Ogden (Utah) als hoofd van de afdeling muziektheorie en dirigent van de Weber State University Symphonic Band en het Weber State University Wind Ensemble. 
Hij is zowel bekend als dirigent en veel gevraagd jurylid bij wedstrijden alsook als componist. Hij werd onderscheiden met de 11th Utah Composers' Guild Awards. Hij schrijft veel werken voor harmonieorkesten van universiteiten zoals het University of Nevada-Reno Wind Ensemble, die een werk tijdens de Western Division College Band Directors National Association uitvoerden, en voor vele harmonieorkesten in Minnesota, Texas, Utah, Nevada, New Mexico en Colorado. Hij schreef ook werken voor koren

## Composities

### Werken voor harmonieorkest
- 1969 Cancionera, voor harmonieorkest
- 1975 Exposition, voor harmonieorkest
- 1977 Polly Oliver, voor harmonieorkest
- 1980 Ballad for Kristin, voor trompet en harmonieorkest
- 1983 The Lone Wild Bird, voor harmonieorkest
- 1985 Prelude and Giocoso, voor harmonieorkest
- 1986 Garlandstone: A Nautical Fantasy, voor harmonieorkest
- 1987 Cameo Suite, voor harmonieorkest
- 1987 Canionlands, voor harmonieorkest
- 1988 Castle Rock Overture, voor harmonieorkest
- 1988 Rainbow Bridge Overture, voor harmonieorkest
- 1991 Festive Variations on "Lasst Uns Erfreuen"
- 2001 Christmas Magic
- 2001 March of the Nobles
- Ben Lomand Portrait
- Chorale Prelude on "Sleepers Awake,", voor harmonieorkest (gebaseerd op "Wachet auf" van Phillip Nicolai)
- Desert Light
- Fantasia on the Thanksgiving Hymn
- Let us Break Bread Together
- Lithuanian Rhapsody

### Werken voor koren
- African Carols, voor gemengd koor en harmonieorkest

### Kamermuziek
- 2000 Serenade, voor blazerkwintet

## Publicaties
- Teaching Music through Performance: A Teacher Resource Guide, second edition, 1998